# La Motte-Servolex
La Motte-Servolex – miejscowość i gmina we Francji, w regionie Owernia-Rodan-Alpy, w departamencie Sabaudia.
Według danych na rok 1990 gminę zamieszkiwało 9349 osób, a gęstość zaludnienia wynosiła 313 osób/km² (wśród 2880 gmin regionu Rodan-Alpy La Motte-Servolex plasuje się na 78. miejscu pod względem liczby ludności, natomiast pod względem powierzchni na miejscu 222.).